# Kyliane Dong
Kyliane Dong (* 27. September 2004 in Évry-Courcouronnes) ist ein französisch-kamerunischer Fußballspieler. Der Linksaußen spielt seit Sommer 2025 für den FC Augsburg.

## Karriere

### Verein
Dong begann seine Karriere in der Jugendabteilung von ES Troyes AC. Zur Saison 2021/22 rückte er auch in den Kader der zweiten Mannschaft vor. Dort kam er in der Folge immer wieder zu Einsätzen. Seine erste Nominierung für die A-Mannschaft folgte im August 2022 – in diesem Spiel in der Ligue 1 gegen den HSC Montpellier kam der Spieler auch zu seinem Debüt nach einer Einwechslung in der 84. Minute. Auch in den folgenden beiden Partien wurde er eingewechselt.
Nach seinem Vertragsende wechselte Dong zur Saison 2025/26 ablösefrei in die deutsche Bundesliga zum FC Augsburg. Er unterschrieb bei den Fuggerstädtern einen langfristigen Vertrag bis zum 30. Juni 2030.